# Glomera subracemosa
Glomera subracemosa är en orkidéart som beskrevs av Johannes Jacobus Smith. Glomera subracemosa ingår i släktet Glomera och familjen orkidéer. Inga underarter finns listade i Catalogue of Life.